# 恩版腊
恩版腊（N'Ban La），缅甸克钦族政治和军师领导人。他是克钦独立组织主席以及克钦独立军的高级指挥官；他曾担任克钦独立组织副主席和全国民族联合联邦委员会会长。缅甸时间2018年1月26日，恩版腊在克钦独立组织总部拉咱举行了就职宣誓仪式。